# Luis Felipe Bravo Mena
Luis Felipe Bravo Mena (León, Guanajuato, 28 de septiembre de 1952) es un político mexicano miembro del Partido Acción Nacional (PAN), del que fue presidente Nacional y del 26 de noviembre de 2008 al 7 de enero de 2011 fue Secretario Particular del presidente Felipe Calderón Hinojosa.
Está casado con María Teresita del Niño Jesús Tinoco Aldana y es padre de cuatro hijos: Luis Felipe, María Teresa, Mariano y Florentina.

## Trayectoria
Fue asesor político en la precampaña de Manuel Clouthier por la gubernatura de Sinaloa en 1986 y en su campaña por la Presidencia de la República en 1988.
En 1989, secretario técnico del Gabinete Alternativo fundado y presidido por el mismo Maquío Clouthier.
Miembro destacado del PAN en el Estado de México y candidato a presidente municipal de Naucalpan, candidato electo a diputado federal en 1991, candidato a gobernador del Estado de México en 1993 y luego senador en 1994.
En 1999 fue elegido presidente nacional del PAN cargo al que fue reelecto para un siguiente periodo y que concluyó en 2005. Bajo su presidencia el PAN ganó la Presidencia de la República en 2000.
Luis Felipe Bravo Mena vuelve a competir en la elección para gobernador del Estado de México por el Partido Acción Nacional en 2011. La elección se llevó a cabo el 3 de julio de 2011, quedando en tercer lugar, por detrás de Alejandro Encinas del PRD, y el ganador Eruviel Ávila Villegas del Partido Revolucionario Institucional.

### Panistas por México
El 5 de junio de 2013, los exgobernadores Ernesto Ruffo Appel, Carlos Medina Plascencia, Fernando Canales Clariond, Fernando Elizondo Barragán, Francisco Barrio Terrazas y Alberto Cárdenas Jiménez, todos militantes de Acción Nacional, presentaron un movimiento llamado Panistas por México, el cual está integrado por 80 militantes del partido y encabezado por los exgobernadores. Dieron a conocer que en el movimiento está inspirado en la razón ciudadana y que busca el fortalecimiento del partido. También, reprocharon las disputas entre maderistas y corderistas, las cuales señalan, dañan al partido.
Ruffo Appel, Medina Plascencia y Luis Felipe Bravo Mena, quien también formó parte del movimiento, habían sido originalmente contemplados para contender por la dirigencia del partido, sin embargo, tanto Ruffo como Medina Plascencia declinaron y Bravo Mena aceptó sólo si había una candidatura de unidad con otro de los aspirantes por la presidencia del partido, pero no se logró.
Fue por eso que Ruffo Appel consideró invitar a Josefina Vázquez Mota, la excandidata presidencial, a formar parte del grupo y a contender por la dirigencia de Acción Nacional, durante un desayuno el 15 de octubre de 2013. Vázquez Mota dijo que lo consideraría y que dependería de valoraciones personales y familiares.
Sin embargo, el 26 de febrero de 2014, en una rueda de prensa acompañada por Medina Plascencia y Bravo Mena, finalmente se descartó de la candidatura por la presidencia de su partido, a pesar de afirmar ir adelante en las encuestas para la dirigencia, ya que su participación con las condiciones actuales no contribuiría a que regrese a su vocación de escuela cívica y herramienta para construir las ideas y las mejores causas ciudadanas en el partido.